# Berthold I. von Alvensleben
Berthold I. von Alvensleben († 14. März 1130) war Bischof von Hildesheim von 1119 bis zu seinem Tode.

## Leben
Nach Angaben im Lexikon des Mittelalters stammte Berthold aus „edelfreier sächsischer Familie“ und war seit 1092 Domkanoniker und 1108–1109 Dompropst im Bistum Hildesheim. Er habe zur gegen-kaiserlichen Partei im Domkapitel gehört (siehe: Investiturstreit) und sei auf Initiative des Mainzer Erzbischofs Adalbert I. – nach entsprechender Aufforderung von Papst Calixt II. – anstelle des von Kaiser Heinrich V. investierten Elekten Bruning gewählt und Ende Oktober 1119 auf einem Konzil zu Reims vom Papst bestätigt worden. Er sei sodann Lothar von Süpplingenburg nach dessen Königswahl verbunden gewesen. Er habe im Bistum Hildesheim mit Hilfe des neuen Ordens der Augustinerchorherren eine Klosterreformpolitik eingeleitet, darunter im Kloster Riechenberg und durch Neugründung des Klosters Backenrode (heute Kloster Marienrode). 1128 habe er die Heiligsprechung seines Vorgängers Godehard von Hildesheim eingeleitet.
In die Zeit Bischof Bertholds fällt die Vollendung des Hildesheimer Doms durch die Fertigstellung der bereits durch Bischof Hezilo begonnenen Ostapsis.